# Anna Jelińska
Anna Maria Jelińska – polska farmaceutka, profesor nauk farmaceutycznych.

## Życiorys
W 1982 ukończyła studia w Akademii Medycznej w Poznaniu, w 1989 obroniła pracę doktorską pt. Trwałość moksalaktamu (MOXL) w roztworach wodnych, której promotorem była prof. Marianna Zając, w 2001 habilitowała się na podstawie pracy zatytułowanej Ocena trwałości niektórych pochodnych puryny. W 2011 uzyskała tytuł profesora nauk farmaceutycznych.
Pracuje na Uniwersytecie Medycznym im. Karola Marcinkowskiego w Poznaniu.

## Odznaczenia
- Srebrny Krzyż Zasługi (2005)[4]
- Złoty Krzyż Zasługi (2011)[5]